# Artoriellula
Artoriellula là một chi nhện trong họ Lycosidae.